# Lucius Aelius Seianus
Lucius Aelius Seianus (* um 20 v. Chr. in Volsinii, Etrurien; † 18. Oktober 31 in Rom), deutsch Sejan, war ein Prätorianerpräfekt im Römischen Kaiserreich und eine Zeit lang der einflussreichste Bürger Roms.

## Leben

### Herkunft
Seianus war der Sohn des Eques und Prätorianerpräfekten Lucius Seius Strabo. Er wurde von Aelius Gallus, einem Verwandten seiner Großmutter aus dem Geschlecht der Aelier, adoptiert. Entsprechend der römischen Namenskonvention wurde dadurch aus seinem Geburtsnamen Seius der Beiname Seianus. Verheiratet war er mit Apicata, eventuell einer Tochter des Marcus Gavius Apicius.

### Politischer Aufstieg
Seianus soll laut Tacitus in seiner Jugend ein Freund von Augustus’ Enkel Gaius Caesar gewesen sein und sich nach dessen Tod bei Tiberius eingeschmeichelt haben. Bei der Thronbesteigung des Kaisers Tiberius im Jahr 14 wurde er neben seinem leiblichen Vater zum Prätorianerpräfekten ernannt. Da im selben Jahr sein Vater praefectus Aegypti (Statthalter von Ägypten) wurde, war Seianus alleiniger Kommandant der Prätorianergarde, die er nun als Basis für die Steigerung seiner Macht benutzte, unter anderem dadurch, dass er sie in den Castra praetoria, einem einzigen Lager auf dem Viminal außerhalb Roms, zusammenzog. Im Laufe der folgenden Jahre wurde er zu einem wichtigen Ratgeber des Kaisers, der ihn mit Ehrungen überhäufte und unter anderem Claudius’ Sohn Claudius Drusus 20 n. Chr. mit Seianus’ 4-jähriger Tochter verlobte. Claudius Drusus starb jedoch wenig später. Auch einige Verwandte des Seianus wie sein Onkel Blaesus und sein Bruder Lucius Seius Tubero profitierten von Seianus’ Stellung beim Kaiser. Seine Adoptivschwester Aelia Paetina heiratete sogar im Jahr 28 ins Kaiserhaus ein.
Die spätere Überlieferung unterstellte Seianus Pläne, sich selbst an die Spitze des Staates zu stellen. Auch habe er Livilla, die Frau von Tiberius’ Sohn Drusus, aus reiner Machtgier verführt und dafür seine Frau verstoßen. Er soll der Vater von Livillas 19 n. Chr. geborenen Söhnen Tiberius Gemellus und Germanicus Gemellus († 23 n. Chr.) gewesen sein.
Durch Beseitigung ihm missliebiger Personen, darunter auch des Thronfolgers Drusus im Jahr 23, der von Seianus nach einem Streit vergiftet worden sein soll, wobei Livilla selbst ihm geholfen habe, festigte er, so heißt es, seine Macht über den Senat. Im Jahr 25 versuchte er, Drusus’ Witwe Livilla zu heiraten, wodurch er selbst Mitglied der kaiserlichen Familie geworden wäre, aber Tiberius warnte ihn, seinen Rang nicht zu überschreiten.
Laut Tacitus soll er – im Auftrag von Tiberius – für den Untergang der im Volk sehr beliebten Familie des Germanicus gesorgt haben. Es sollte verhindert werden, dass Agrippina mit Hilfe des Senats ihre Söhne, die leiblichen Nachkommen des Augustus, an die Macht bringen konnte. Nachdem Seianus nicht an die Agrippina herangekommen war, ließ er 26 n. Chr. ihre Freundin und Cousine Claudia Pulchra wegen Hochverrats und Unzucht anklagen und verurteilen. Gleichzeitig förderte er Agrippinas Misstrauen gegen den Kaiser. Tiberius verbot ihr, sich neu zu verheiraten und das Haus zu verlassen.
Seianus war angeblich maßgeblich für Tiberius’ Rückzug aus Rom im Jahr 26 und seine endgültige Niederlassung auf der Insel Capri im folgenden Jahr verantwortlich, weil er beim Kaiser Angst vor einer Verschwörung der Agrippina schürte und dessen schon seit Jahren geäußerten Wunsch nach Rückzug bestärkte. Es stärkte Tiberius’ Vertrauen ihm gegenüber noch mehr, als er sich beim Einsturz einer Höhle schützend über ihn warf. Die Abwesenheit des Kaisers machte Seianus als dessen Stellvertreter faktisch zum mächtigsten Mann in Rom. Er allein bestimmte, was der Kaiser aus Rom erfuhr. Er ließ seinen eigenen Geburtstag zum römischen Feiertag erklären, er ließ Münzen mit seinem Namen auf dem Revers (und dem Porträt und Namen des Tiberius auf dem Avers) prägen und sich öffentlich durch Aufstellen von Statuen mit seinem Konterfei ehren. Dadurch stellte er den Kult um seine Person dem des Kaisers gleich. 28 gelang es ihm, seine Bande zur kaiserlichen Familie mit der Verheiratung seiner Adoptivschwester Aelia Paetina mit Tiberius’ Neffen Claudius zu festigen.
Der Tod der Kaisermutter Livia Drusilla 29 n. Chr. gab ihm endgültig freie Hand. Er verbreitete Gerüchte über Agrippina und ließ die Söhne Nero Caesar und Drusus Caesar bespitzeln, bis er endlich einen Anklagepunkt fand, der zur Verbannung von Agrippina und ihren beiden älteren Söhnen 29 und 30 führte. Dabei bediente er sich wieder Livillas, deren Tochter Iulia Livia mit Nero Caesar verheiratet war. Laut Cassius Dio verlobte er sich anschließend mit der jungen Witwe.

### Sturz

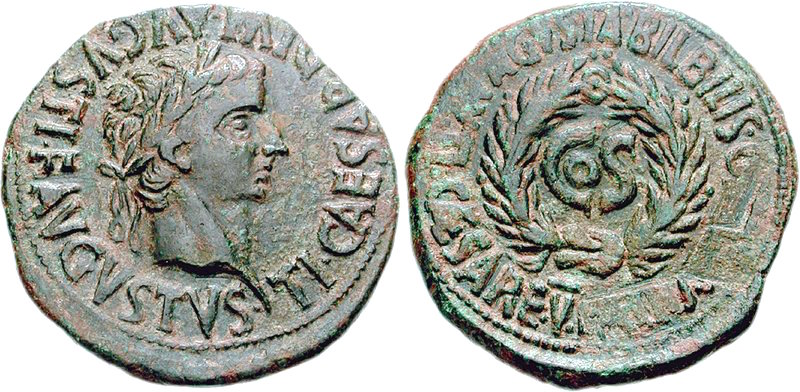
Münze mit dem eradierten Namen des Seianus auf dem Revers

Die Entwicklungen, die zu Seianus’ plötzlichem Sturz führten, sind nicht befriedigend geklärt. Im Jahr 31 wurde Seianus Konsul und erhielt anschließend prokonsularisches imperium, womit seine Position unangreifbar schien. Gleichzeitig mit ihm und seinem ältesten Sohn Strabo erhielt auch der letzte überlebende Sohn des Germanicus, Gaius (Caligula), ein Priesteramt. Seianus wurde unterdessen mit Livilla verlobt und stand damit im Begriff, in die Kaiserfamilie einzuheiraten.
Viele moderne Historiker folgen der Darstellung der antiken Quellen und nehmen an, Seianus habe versucht, durch eine Intrige an die Macht zu gelangen, und diese sei vereitelt worden. Seianus beabsichtigte angeblich, den jungen Caligula beseitigen zu lassen, um Livillas (und seinem) 12-jährigen Sohn Tiberius Gemellus die Nachfolge zu sichern und an dessen Stelle zu regieren. Tiberius wurde das Vorhaben jedoch von Livillas Mutter Antonia, der Witwe seines Bruders Drusus, aufgedeckt.
Unstrittig ist: Tiberius ließ Seianus durch Naevius Sutorius Macro, den Präfekten der Vigiles, verhaften, dem er Sondervollmachten übertragen hatte, weil er sich nicht sicher war, wem die Loyalität der Prätorianer galt. Seianus wurde vom Senat zum Tod verurteilt und mitsamt seinen Kindern im Tullianum am 18. Oktober 31 hingerichtet und auf der Gemonischen Treppe am Forum ausgestellt. Sein Sohn Strabo wurde am 24. Oktober erdrosselt. Seine Tochter, die noch Jungfrau war, wurde zuvor vergewaltigt, da es als Frevel galt, Jungfrauen hinzurichten. Macro folgte ihm als Kommandeur der Prätorianergarde nach.
Seianus fiel der Damnatio memoriae anheim. Seine Statuen wurden zerschlagen. Seine Adoptivschwester wurde von Claudius geschieden. Die verstoßene Ehefrau Apicata gestand im Zuge des Prozesses aus Rache an Livilla ihre Mitwisserschaft an Seianus’ und Livillas Mord an Drusus. Anschließend beging sie am 26. Oktober Selbstmord. Livilla und weitere angebliche Mitwisser wurden hingerichtet. In den folgenden Jahren wurden zahlreiche Senatoren und Ritter unter dem Verdacht, die Pläne des Seianus unterstützt zu haben, hingerichtet oder zum Selbstmord gezwungen.

## Historische Beurteilung
Über Seianus’ Leben und Sturz berichten mit äußerst negativer Tendenz Sueton in seiner Biographie des Tiberius und Tacitus in seinen Annalen. Beide schrieben im Abstand mehrerer Jahrzehnte. Ein positives Seianus-Bild dagegen zeichnete der Zeitgenosse Velleius Paterculus, dessen Werk allerdings entstand, als Seianus auf dem Höhepunkt seiner Macht war.
Die Ereignisse rund um Seianus sind, wie erwähnt, schwer zu beurteilen, da alle Quellen extrem parteiisch sind. Dass er nach dem Kaisertum für sich selbst strebte, kann als eher unwahrscheinlich gelten – trotz seiner Ämter und Würden war er bis kurz vor seinem Tod nur ein römischer Ritter; erst 200 Jahre später sollte es Nicht-Senatoren gelingen, Kaiser zu werden. Unter Tiberius war dies nach Ansicht vieler Forscher wohl noch undenkbar: der Purpur war selbstverständlich nur Mitgliedern der stadtrömischen Nobilität vorbehalten. Andererseits war auch Augustus selbst ursprünglich ein römischer Ritter gewesen; nachdem Seianus in den Senat aufgenommen worden war, wäre er also vielleicht doch als princeps in Frage gekommen.
Allerdings zeigte sich gerade an seinem Sturz, dass Seianus’ Macht in Wahrheit begrenzt war; da er nicht über ausreichende eigene auctoritas verfügte, war er wehrlos, als ihm Tiberius die geborgte Macht wieder entzog. Manches spricht dafür, dass Seianus Tiberius als Werkzeug diente, um sich der unliebsamen Konkurrenz, die der Nachfolge seiner eigenen Nachkommen mit der Familie des Germanicus entstand, zu entledigen. Einige Forscher sehen jedoch auch die Beteiligung des Seianus an den nicht genau bekannten Vorwürfen gegen die Familie des Germanicus als allenfalls gering an. Seianus habe höchstens gegen Ende, als sich abzeichnete, dass der Kaiser ihn fallenlassen würde, tatsächlich einen Staatsstreich erwogen – wenn überhaupt. Doch Klarheit wird sich hierüber wohl nie gewinnen lassen.

## Rezeption
Die noch heute bestehende Grotta di Seiano in Neapel wurde nach ihm benannt.
Juvenal ging in seiner 10. Satire auf den Sturz des Seianus ein. Der englische Dramatiker Ben Jonson verfasste 1603 eine Tragödie mit dem Titel Sejanus. His Fall, die Seianus’ Sturz behandelt. In der BBC-Fernsehserie Ich, Claudius, Kaiser und Gott von 1976 wurde Seianus von Patrick Stewart verkörpert.